# Grodzisko w Lubinie

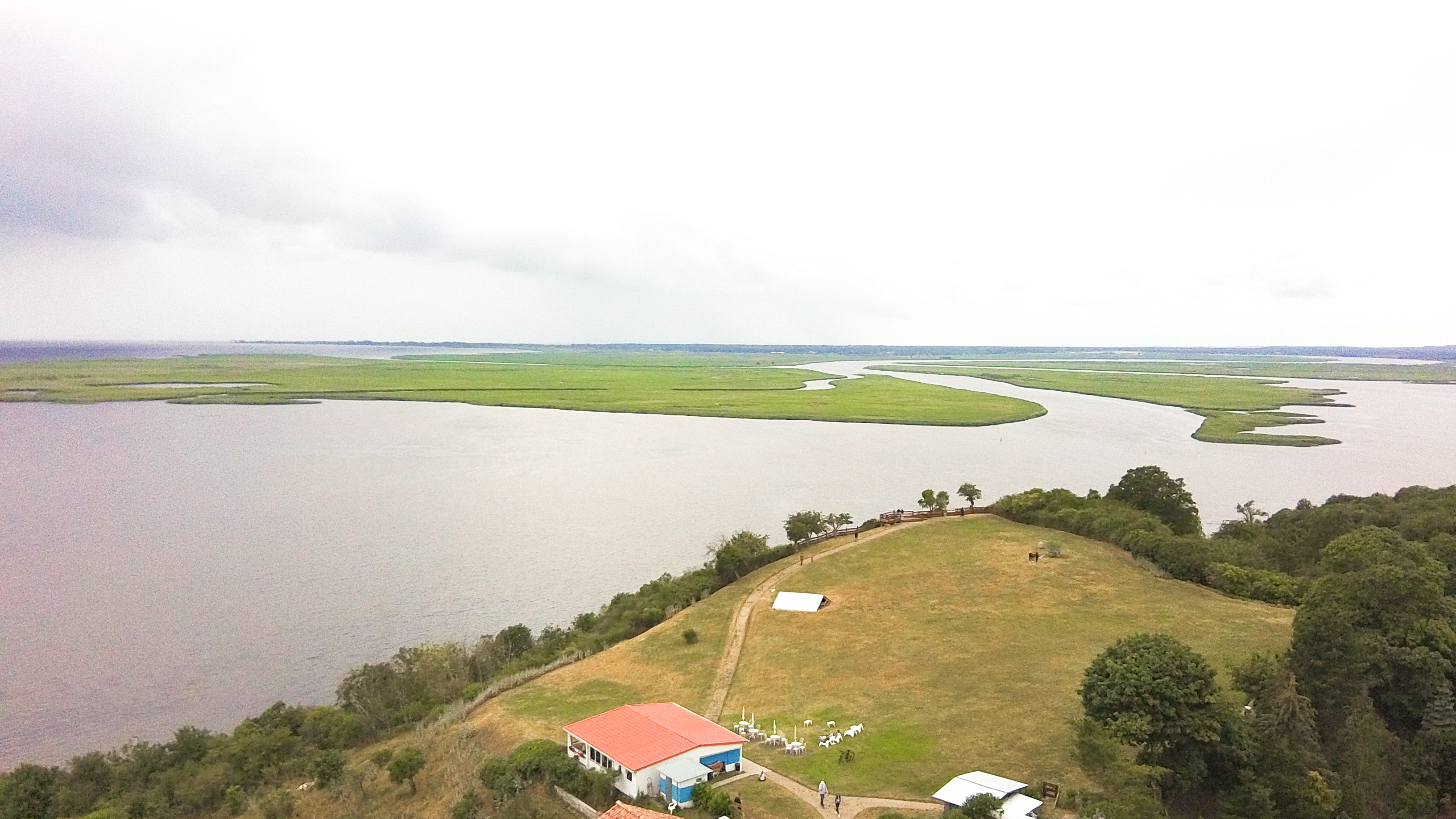
Grodzisko w Lubinie, w tle delta Świny, 2020 r.

Grodzisko w Lubinie – grodzisko wczesnośredniowieczne w Lubinie na wyspie Wolin, ok. 8 km od Międzyzdrojów. Obecnie stanowi atrakcję turystyczną jako punkt widokowy oraz miejsce historyczne. 

## Lokalizacja
Grodzisko znajduje się na najwyższym klifie wybrzeża Zalewu Szczecińskiego (43–52 m n.p.m.). Strategicznie korzystne położenie pozwalało na monitorowanie jeziora Wicko Wielkie oraz cieśniny Świny prowadzącej na otwarte Morze Bałtyckie. Do obszaru w kształcie rombu prowadzi oznakowana ścieżka, która odchodzi od ulicy Głównej w Lubinie naprzeciw kościoła w kierunku zalewu. Za wejście na teren pobierana jest opłata. Na miejscu znajdują się tablice informacyjne w języku polskim, niemieckim i angielskim. Z wyjątkiem fundamentów wieży mieszkalnej, nie widać już żadnych pozostałości grodu. Z punktu widokowego na miejscu rozciąga się panorama Zalewu Szczecińskiego, wstecznej delty Świny i Wicka Wielkiego. Podczas sprzyjających warunków można dostrzec na horyzoncie kominy polickich zakładów chemicznych oraz światła Nowego Warpna, zaś po drugiej stronie widoczne są świnoujskie bloki mieszkalne, Przytór, Łunowo, Karsibór, Gazoport oraz Morze Bałtyckie wraz ze stojącymi na redzie statkami.

## Historia
Najstarsze znalezione ślady osadnictwa pochodzą z IX lub pierwszej połowy X wieku. Prawdopodobnie pod koniec XI wieku osada została otoczona wałem obronnym. Pierwsza wzmianka dokumentalna pochodzi jednak z XII wieku: w 1124 roku pomorski misjonarz Otton z Bambergu przybył do Lubina, gdzie, jak podaje ówczesny kronikarz Herbord, poświęcił ołtarz. Inny kronikarz, Saxo Grammaticus, donosi w Gesta Danorum (łac. Czyny Duńczyków) o zdobyciu grodu przez wojska króla duńskiego Waldemara I w roku 1173 po powrocie z oblężenia Szczecina. Według znalezisk archeologicznych wały obronne zostały w tym czasie zniszczone, a następnie odbudowane. Po raz ostatni gród w Lubinie wspomniany jest w dokumencie z 1186 lub 1187 roku, w którym nadano go kapitule kamieńskiej. Znajdujący się na jego miejscu kościół poświęcono św. Mikołajowi, patronowi rybaków i żeglarzy. Od połowy XIII wieku Lubin nazywany jest wsią (villa).

### Dirhamy
Zanim na grodzisku w Lubinie prowadzone były badania archeologiczne, teren był przez lata wykorzystywany rolniczo. Jeszcze w latach siedemdziesiątych XX w. można było tu spotkać kombajn przy pracy. Prawie 200 lat wcześniej, w roku 1792, na terenie grodziska ówcześni mieszkańcy najprawdopodobniej właśnie podczas prac rolnych odkryli skarb zawierający sto srebrnych monet. Najciekawszymi z trzydziestu, które udało się wtedy zidentyfikować, były tzw. dirhamy. Posługiwali się nimi do połowy XI wieku między innymi kupcy arabscy z okolic dzisiejszego Iraku i Iranu. Najmłodsza z monet została wybita w Samarkandzie (obecnie jedno z większych miast Uzbekistanu) w roku 950 lub 951 roku, najstarsza zaś powstała w między rokiem 850 a 900 naszej ery.
Kilkadziesiąt lat po odkryciu na jaw zaczęły wychodzić informacje o kolejnych znajdywanych w Lubinie dirhamach. Krótki odstęp czasu między wydarzeniami wraz z innymi powodami poskutkował powstaniem hipotezy, że mogły one pochodzić z tego samego skarbu. Uważa się obecnie, że część monet odkrywcy zatrzymali dla siebie. Były one wykonane ze srebra, które, tak jak i dzisiaj, posiadało niemałą wartość. Te, które nie zostały przetopione, odkrywane były ponownie w następnych latach. Po roku 1832 ślad po lubińskich dirhamach zaginął.
Historia monet powróciła w roku 2008, kiedy na grodzisku zaczęły się badania archeologiczne. W następnych latach znalezionych zostało łącznie 11 monet z różnych epok. Najstarszą z nich był dirham z islamskiego imperium Samanidów. Pieniądz wyprodukowany był najprawdopodobniej w Samarkandzie podczas reżimu emira Nuh ibn Nasra, między 942 a 952 rokiem n.e. Znalezisko to jest o tyle ciekawe, że choć dirhamy na Pomorzu Zachodnim znajdowane są stosunkowo często, o tyle pojedyncze monety są rzadkością. W samym Wolinie z kilkudziesięcioletnią historią badań tylko dwa razy znajdywane były pojedynczo. Nie ma dowodów na to, że pieniądz pochodził ze skarbu z XVIII w. – gdyby tak było, stanowiłby jego najmłodszą część.

### Badania archeologiczne
W latach 1831 i 1840 przeprowadzono pierwsze naukowe badania wykopaliskowe w celu poszukiwania pozostałości kościoła założonego przez Ottona z Bambergu. O ich typie i rozległości niewiele wiadomo. Wiadomo jednak, że znaleziono liczne kości, odłamki ceramiki i żelazne części. W najwyższym punkcie terenu natrafiono na fundamenty budynku, które były związane z kościołem św. Mikołaja.
Ostatnimi wykopaliskami w miejscu grodziska kierowali Marian Rębkowski z Instytutu Historii i Stosunków Międzynarodowych Uniwersytetu Szczecińskiego oraz Andrzej Janowski z Instytutu Archeologii i Etnologii PAN w Szczecinie. Prowadzono je w latach 2008–2011 na ponad 350 m², głównie w zachodniej części terenu. Doprowadziły do odkrycia pozostałości kościoła św. Mikołaja i związanego z nim cmentarza. Było to dosyć duże wydarzenie, gdyż świątynia należy do najstarszych znalezionych Pomorzu. Ponadto odnaleziono pozostałości dwóch wałów oraz fundamenty późnośredniowiecznej lub nowożytnej wieży mieszkalnej oraz wyjaśniono chronologiczną kolejność warstw kulturowych w północno-zachodniej części stanowiska.

### Wał obronny
Z dawnych granic grodu zachował się wał piaszczysto-gliniasty. Najprawdopodobniej palisady były przymocowane do pewnego rodzaju kamiennej podmurówki wzdłuż nasypu. Na podstawie odłamków ceramiki znalezionych w najstarszych warstwach wału, jego powstanie można datować na koniec XI wieku. Ich przebieg wskazuje, że gród nie pokrywał całego płaskowyżu. Nie jest jasne, czy wał tworzył pełny pierścień, czy chronił tylko stronę lądową. Po jego zniszczeniu pod koniec XII wieku, odbudowano go z nieco innym przebiegiem. Znaleziono grube na 1,5 m szczątki z kilku warstw piasku i gliny, w których znajdowały się małe i średnie kamienie polne oraz ślady spalonych drewnianych konstrukcji. Odbudowę datowano metodą radiowęglową na lata 1170–1180.

### Kościół
W najwyższym punkcie terenu odkryto proste fundamenty południowej ściany budynku zorientowanego w kierunkach wschód-zachód. Składają się z warstw gliny i kamieni polnych o różnych rozmiarach. Od wschodu budynek miał prostokątne prezbiterium o szerokości od czterech do pięciu stóp. Wgłębienia w fundamencie i odciski przypominające pręty świadczą o ścianie z chrustu, która była wsparta na słupach. Ze względu na orientację budynku i prostokątny obszar chóru, prof. Rębkowski jest przekonany, że był to budynek kościoła jednonawowego. Potwierdza to również odkrycie 41 grobów, z których niektóre znajdują się jeden na drugim, z taką samą orientacją wschód-zachód, jak na chrześcijańskim cmentarzu kościelnym. Całkowita długość kościoła wynosiła co najmniej 10 m, szerokość ponad 7 m. Ponieważ znaleziska ceramiczne i monetowe świadczą o pochodzeniu budowli z XII wieku, zakłada się, że był to kościół konsekrowany przez Ottona z Bambergu.
Zachodnia część fundamentu jest inna niż jego pozostała część. Jest on tam głębszy i bardziej masywny. Znaleziono kamienie polne pokryte zaprawą wapienną i obrobione bloki kamienia węgielnego, a także płytki podłogowe, fragmenty dachówki, mozaikę szklaną i tynk. Mogą to być pozostałości wieży, która została dobudowana do kościoła w późniejszym czasie. Na przełomie XIII i XIV wieku kościół został zniszczony.

### Cmentarz
Wkrótce po wybudowaniu świątyni, przykościelny cmentarz zastąpił starsze miejsce pochówku znajdujące się kilkaset metrów na północny wschód poza grodziskiem. Ciała zostały tam pochowane bez żadnej preferowanej orientacji. W latach 2008–2011 na terenie dawnego grodu odkryto szczątki 71 pochowanych osób, w tym 41 szkieletów w kompletnych grobach. Większość z nich to mężczyźni. Ich średni wzrost wynosił 1,69 m, kobiet 1,56 m, a średni wiek zgonu 38 lat. Wśród zmarłych znajdowano monety i okazjonalną biżuterię. Cmentarz funkcjonował do końca XIII wieku.

### Wieża
Pod dachem ochronnym można zobaczyć fundamenty wieży mieszkalnej z XV lub XVI wieku, odkryte w 2010 roku. Posiadała ona dwie kondygnacje – pierwsza była ceglana, druga zaś szachulcowa. Wieża była ogrzewana za pomocą pieca, miała oszklone okna, a ściany wewnętrzne pomalowano na niebiesko. Budynek pełnił funkcję rezydencji prepozyta kapituły kamieńskiej podczas jego wizyt w Lubinie. Opis pięknego widoku pochodzący ze spisu dóbr lubińskich (1578 r.) sugeruje walory krajobrazowe, jako ważny czynnik budowy rezydencji właśnie w tym miejscu. Jeszcze pod koniec XVI wieku wieża została zburzona po przekazaniu posiadłości przez prepozyta kapituły kamieńskiej Ludwika von Ebersteina księciu szczecińskiemu Janowi Fryderykowi.